# 勃隆宁蛙
勃隆宁蛙（学名：Nanorana polunini）为蛙科倭蛙属的两栖动物。在中国大陆，分布于西藏等地。该物种的模式产地在尼泊尔。